# Conferencia de Iași
La Conferencia de Iași fue una reunión entre representantes Aliados y de las organizaciones antibolcheviques que tuvo lugar durante la guerra civil rusa en la ciudad rumana de Iași.
Las delegaciones comenzaron a llegar a la capital provisional rumana en noviembre de 1918.

## Antecedentes
La iniciativa de organizar una conferencia entre los grupos que se oponían al Gobierno de Moscú y los Aliados para dilucidar cómo podían estos ayudar mejor a los esfuerzos de aquellos para acabar con el gobierno soviético en Rusia partió de representantes de escaso relieve de las dos partes. Por parte Aliada, el organizador fue el funcionario francés Emile Henno, representante oficioso de Francia en Kiev que había tratado de recabar el apoyo del embajador francés en Rumanía, en vano. Su idea recibió el respaldo entusiasta, sin embargo, de los representantes locales rusos, que respaldaban al Ejército de Voluntarios y entre los que se contaba el antiguo embajador ruso ante la corte rumana. El 30 de octubre de 1918, los rusos formaron un comité de organización para preparar la asistencia de representantes de las formaciones que estaban luchando contra los soviéticos.
Uno de los representantes del comité organizador se trasladó a Kiev para anunciar la celebración de la conferencia y preparar a la delegación rusa, que iba a incluir a representantes de diversas organizaciones clandestinas como la Unión por la Regeneración de Rusia, el Centro Nacional o el Consejo para la Unificación Estatal de Rusia, junto con otros destacados políticos como el kadete Pável Miliukov. Los principales representantes rusos partieron en ferrocarril hacia Rumanía el 14 de noviembre y llegaron a Iași dos días más tarde.

## La conferencia
La conferencia, bastante desorganizada, tuvo lugar en un semisótano del consulado ruso, entre archivos y viejo mobiliario desechado, con delegados que iban y venían, especialmente por parte Aliada. El aparente desinterés de los representantes Aliados salvo Henno era manifiesto.
La conferencia empezó formalmente la tarde del mismo día 16 de noviembre con un discurso del antiguo embajador ruso y la elección de un barón también ruso como presidente. Los delegados comenzaron por solicitar que los Aliados no apoyasen a los nacionalistas ucranianos. Deseaban que los franceses abandonasen sus posibles planes de reforzar el hetmanato de Pavló Skoropadski y se entregasen a ayudar en su lugar al Ejército de Voluntarios. Esa misma noche Miliukov y Titov (representante de la Unión), redactaron un manifiesto que enumeraba los principios que defendían sus organizaciones para presentarlo al día siguiente a los Aliados. Estos principios, tal como se presentaron al día siguiente al cónsul británico, eran:
- Rechazo del Tratado de Brest-Litovsk y reconocimiento de una Rusia unida con las fronteras de agosto de 1914, salvo por Polonia, cuya independencia se reconocía.
- Repudio de la independencia del resto de países surgidos del antiguo territorio imperial con ayuda alemana.
- Representación diplomática única para Rusia, entre otros lugares, en la futura conferencia de paz.
- Unificación del mando militar de las fuerzas enfrentadas a los bolcheviques.
- Reconocimiento de la importancia del Ejército de Voluntarios en la lucha para la reunificación del país.

Los rusos exigían que cualquier fuerza de intervención de los Aliados se sometiese al mando ruso. Deseaban además que no se reconociese la independencia ucraniana, que consideraban producto de la intervención alemana.
El 18 de noviembre llegaron nuevos delegados, acompañados por el agregado militar británico, el francés y el antiguo comandante en jefe ruso del frente rumano, el general Dmitri Shcherbachiov. La noticia de que Skoropadski estaba a punto de ser derrocado por un directorio encabezado por Simon Petliura provocó la alarma de los delegados, que consideraban este cambio como una amenaza mayor a sus planes de unificación y les llevó a reclamar con mayor urgencia la pronta intervención militar Aliada a través de Odesa. Los delegados acordaron enviar un representante al comandante Aliado en Constantinopla, el general Louis Franchet d'Esperey para solicitar la inmediata toma de Kiev y Járkov por unidades Aliadas.
Las diferencias entre los distintos grupos rusos presentes en la capital provisional rumana comenzaron a aparecer el 20 de noviembre, cuando comenzaron a tratar el asunto de la formación de un nuevo Gobierno unificado para las distintas fuerzas antibolcheviques. El asunto surgió cuando la mañana del día 20 empezó a mencionarse la necesidad de unificar el mando militar y, quizá, de implantar una dictadura militar en la que los asuntos civiles quedasen subordinados al comandante en jefe de las fuerzas armadas. El debate pasó de la figura que debía convertirse en comandante el jefe de las fuerzas enfrentadas a Moscú a la forma de Gobierno preferida para el sur de Rusia. Algunos delegados defendieron la conveniencia de instaurar una dictadura con el gran duque Nicolás Nikolaievich como dictador; otros preferían como tal al general Anton Denikin, mientras que otra parte de se oponía a la idea de implantar una dictadura y defendía la creación de un directorio de tres miembros. Durante dos días se debatió la cuestión, en la que no hubo acuerdo. Los delegados se mostraron incapaces de presentar a los Aliados un frente unido dadas sus diferencias sobre la forma de Gobierno y las relaciones con el Directorio de Omsk, para entonces desaparecido, algo que desconocían. El documento final, que contenía seis principios, se presentó a los Aliados la tarde del 23 de noviembre. La vaguedad del documento desilusionó a estos. Los Aliados se limitaron a proferir algunos buenos deseos, pero no se comprometieron a nada. Ante esta falta de promesas concretas, los delegados decidieron enviar al general Shcherbachiov a Bucarest a tratar con el general francés Berthelot, para lograr a través de conductos militares la ansiada intervención militar aliada.
En los últimos días los delegados eligieron además unos representantes para que viajasen como legados antes los Gobiernos aliados, pero se eligieron por mayoría y no por consenso, oponiéndose a la elección de la Unión.

## Consecuencias
Los delegados se trasladaron a Odesa, a punto de caer en poder de Petliura, donde esperaron en vano el desembarco Aliado. Habían fracasado en su intento de lograr el apoyo de los Aliados a su causa y el general D'Esperey tampoco se mostró dispuesto a intervenir como se lo solicitaron los representantes rusos. Los últimos delegados se separaron el 6 de diciembre, sin haber realizado tarea alguna de importancia durante su estancia en Odesa.
La falta de compromiso de los Aliados para apoyar a Denikin hizo que los grupos representados en la conferencia perdiesen su poder de influencia ante el general.